# بوئینگ اسکن‌ایگل
بوئینگ اسکن‌ایگل (به انگلیسی: Boeing ScanEagle) یک پهپاد کوچک، کم‌هزینه با توان پرواز طولانی ساخت شرکت Insitu زیرمجموعه شرکت هواپیمایی آمریکایی بویینگ می‌باشد که از سال ۲۰۰۵ توسط نیروی دریای آمریکا به کار گرفته شده‌است.

اسکن ایگل علاوه بر نیروی دریایی ایالات متحده، توسط نیروهای نظامی استرالیا و کانادا نیز به کار گرفته می‌شود. ایران از نسخه بومی خود به نام سایه استفاده می‌کند.

## ویژگی‌ها
- دوربین الکترو اپتیکال
- غیرمسلح
- بدون نیاز به باند برای پرواز
- دوربین مادون قرمز
- برجک ثابت سبک‌وزن با دامنه ارتباطات بیش از ۱۰۰ کیلومتر
- استقامت پرواز تا بیش از ۲۰ ساعت[۲]

## مشخصات ظاهری
- ۱٫۱۹ متر طول
- ۳٫۰۵ متر عرض (دو سر بال)
- ۱۸ کیلوگرم جرم[۲]

## کاربران
- استرالیا: ارتش استرالیا
- کانادا: نیروی هوایی کانادا
- کلمبیا[۳]
- هلند: نیروی زمینی هلند[۴] نیروی دریایی هلند[۵]
- سنگاپور: نیروی دریایی سنگاپور[۶]
- لهستان[۷]
- ایالات متحده آمریکا: نیروی دریایی ایالات متحده آمریکا، تفنگداران دریایی ایالات متحده آمریکا
- ایران: سپاه پاسداران انقلاب اسلامی[۸]

## شکار توسط ایران
در تاریخ ۱۴ آذر ۱۳۹۱، دریادار علی فدوی، فرمانده نیروی دریایی سپاه پاسداران انقلاب اسلامی، اعلام کرد که یک فروند هواپیمای بدون سرنشین اسکن ایگل پس از ورود به آسمان کشور توسط نیروی پدافند الکترونیک سپاه به دام انداخته شده‌است.